# Kottweiler-Schwanden
Kottweiler-Schwanden  là một xã ở huyện Kaiserslautern, bang Rheinland-Pfalz, phía tây nước Đức. Xã Kottweiler-Schwanden có diện tích 7,61 km².